# То се само свици играју
То се само свици играју је југословенска телевизијска мини-серија („телевизијске минијатуре“), снимљена у продукцији Трећег канала РТС-а 1996. године. Режију и сценарио за мини-серију је урадио Чедомир Петровић а у свакој „телевизијској минијатури“ је главну улогу носио његов отац Миодраг Петровић Чкаља.

## Списак епизода
| Минијатура                   | Трајање |
| ---------------------------- | ------- |
| 1. Бајка о попари            | 23 мин. |
| 2. Глумац                    | 9 мин.  |
| 3. Успомене                  | 11 мин. |
| 4. Човек из будућности       | 11 мин. |
| 5. Блаженство                | 12 мин. |
| 6. Једном у граду            | 16 мин. |
| 7. Заборављени део парка     | 11 мин. |
| 8. Изолација                 | 10 мин. |
| 9. Мајстор                   | 11 мин. |
| 10. То се само свирци играју | 14 мин. |

## Улоге
| Глумац                 | Улога |
| ---------------------- | --- |
| Миодраг Петровић Чкаља | Сиромах/Глумац Ристић/Старац/Милан из будућности/Савестан човек/ Човек који има телевизор/Клошар/Лудак/Мајстор за ролетне/Скретничар |
| Јована Петровић        | Унука сиромаха |
| Чедомир Петровић       | Возач енглеске краљице |
| Боривоје Кандић        | Глумац 1 |
| Дубравко Јовановић     | Глумац 2 |
| Мирјана Николић        | Станодавка |
| Неда Огњановић         | Старица |
| Нада Блам              | Буржујка са црвеном косом |
| Гордана Марић          | Миланова мајка |
| Гордан Пупавац         | Милан |
| Милутин Јевђенијевић   | Човек у огледалу |
| Снежана Никшић         | Жена која има телевизор |
| Тома Курузовић         | Комшија |
| Петар Перишић          | Судија |
| Душан Радовић          | Муж |
| Мирјана Марић          | Супруга |
| Дина Рутић             | Послужитељка у суду |
| Петар Перишић          | |